# Jasmijn Vriethoff
Jasmijn Vriethoff (Aalsmeer, 24 mei 1990) is een Nederlandse actrice.
Jasmijn Vriethoff speelde tot mei 2013 de rol van Maya Roozen in SpangaS en is deel van het theatercollectief De Theatertroep.
Ze woont in Amsterdam.

## Filmografie
- SpangaS (2010-2013) - Maya
- De meisjes van Thijs (2012) - Merel